# Otumba (État de Mexico)
Pour les articles homonymes, voir Otumba.
Otumba est une municipalité de l'État de Mexico, au Mexique. Elle couvre une superficie de 143,42 km2 et compte 35 274 habitants en 2015. Son chef-lieu est Otumba de Gomez Farias, Otompan à l'époque de l'Empire aztèque. 

## Histoire
Elle est le lieu de la bataille d'Otumba (7 juillet 1520), victoire des Espagnols d'Hernán Cortés au cours de leur difficile retraite de Mexico-Tenochtitlan à Villa Rica de la Vera Cruz à la suite de la Noche Triste du 30 juin au 1° juillet.

## Patrimoine
Sur son territoire, limitrophe de l'État d'Hidalgo, se trouve l'aqueduc de Padre Tembleque, monument classé au patrimoine mondial de l'UNESCO.